# Heidelberger Platz (station)
Heidelberger Platz är en station för Berlins pendeltåg (S-bahn) och Berlins tunnelbana i Wilmersdorf som tillhör stadsdelen Charlottenburg-Wilmersdorf. Stationen finns vid Mecklenburgischen Straßes bro över järnvägen Berlins ringbana. S-Bahn stationen öppnades år 1883 och tunnelbanestationen år 1913. S-Bahnstationen stängdes efter en strejk 1980 och öppnades igen 1993. Heidelberger Platz tunnelbanestation på linje U3, är känd för sin vackra och påkostade utformning.

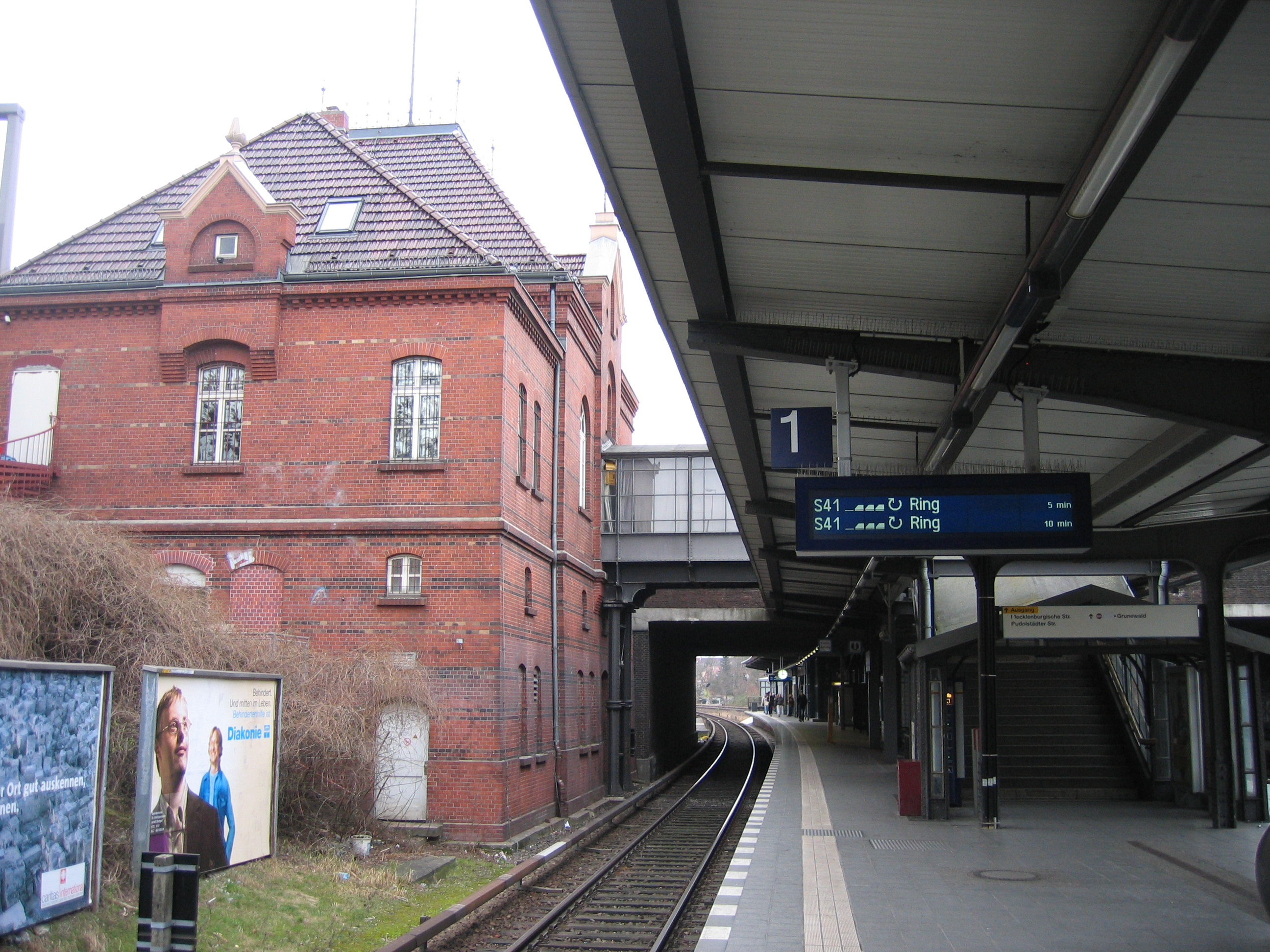
S-bahnstationen
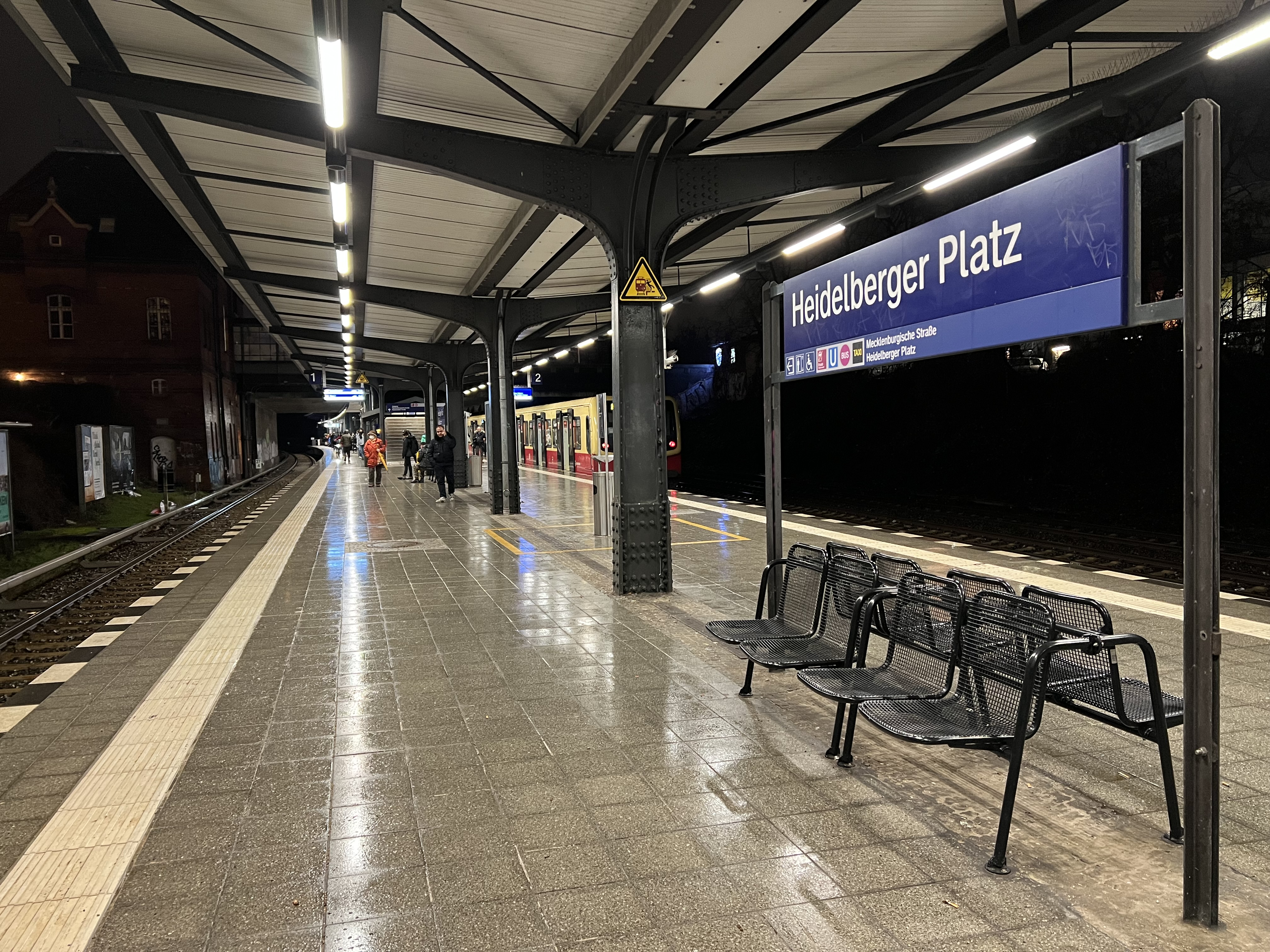
S-bahn
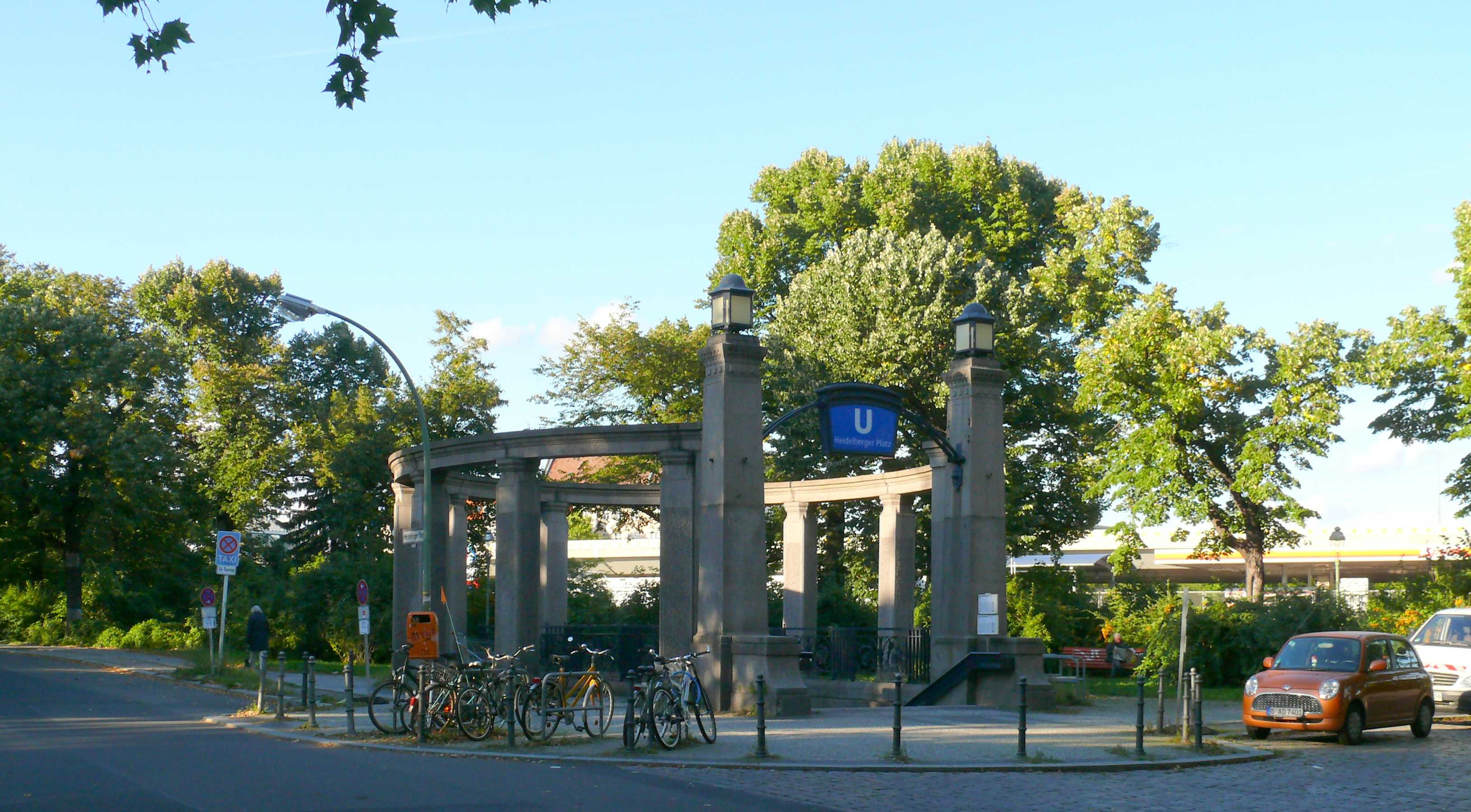
En av entréerna till tunnelbanan
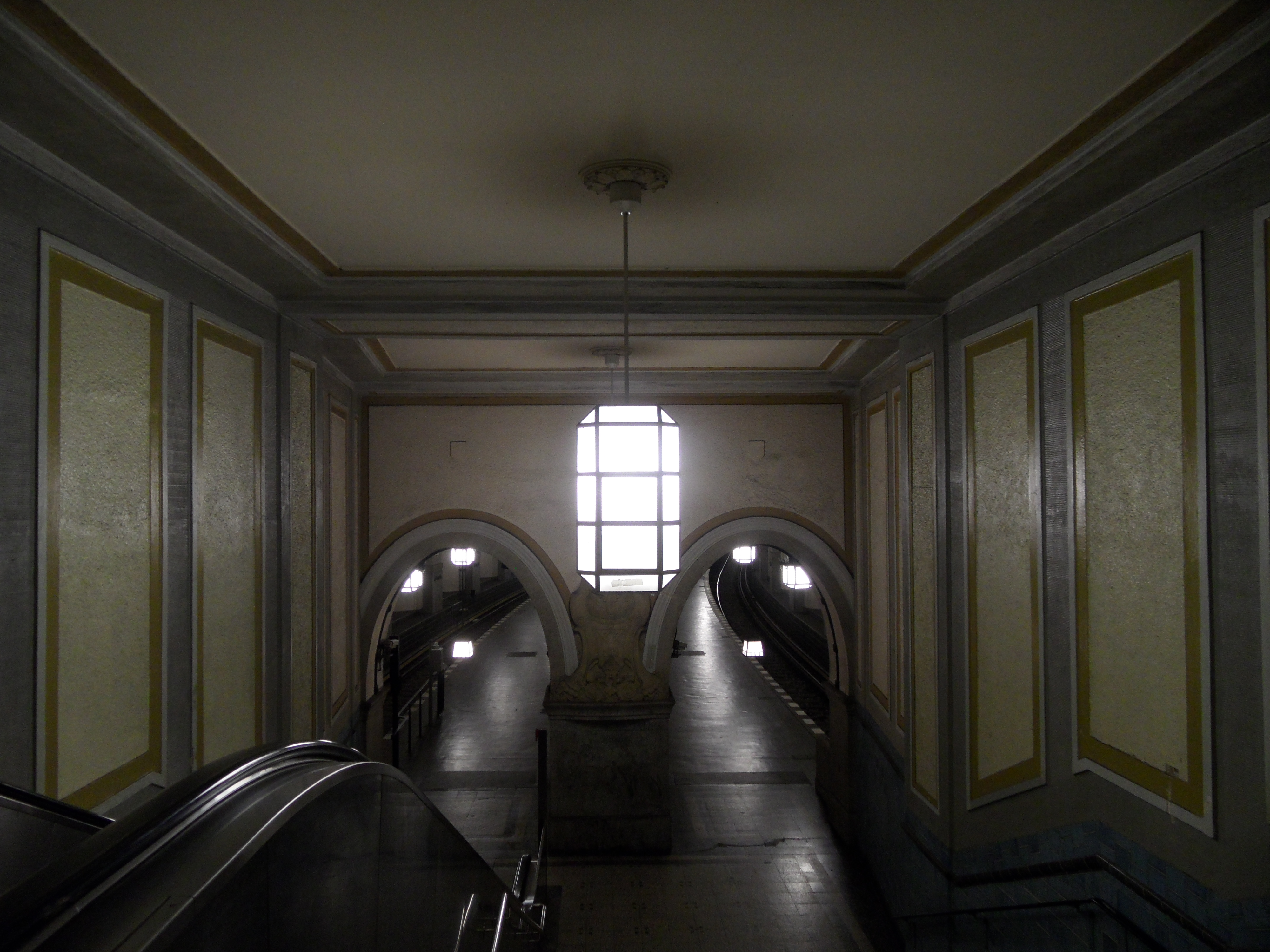
Trapphall till tunnelbaneperrongen
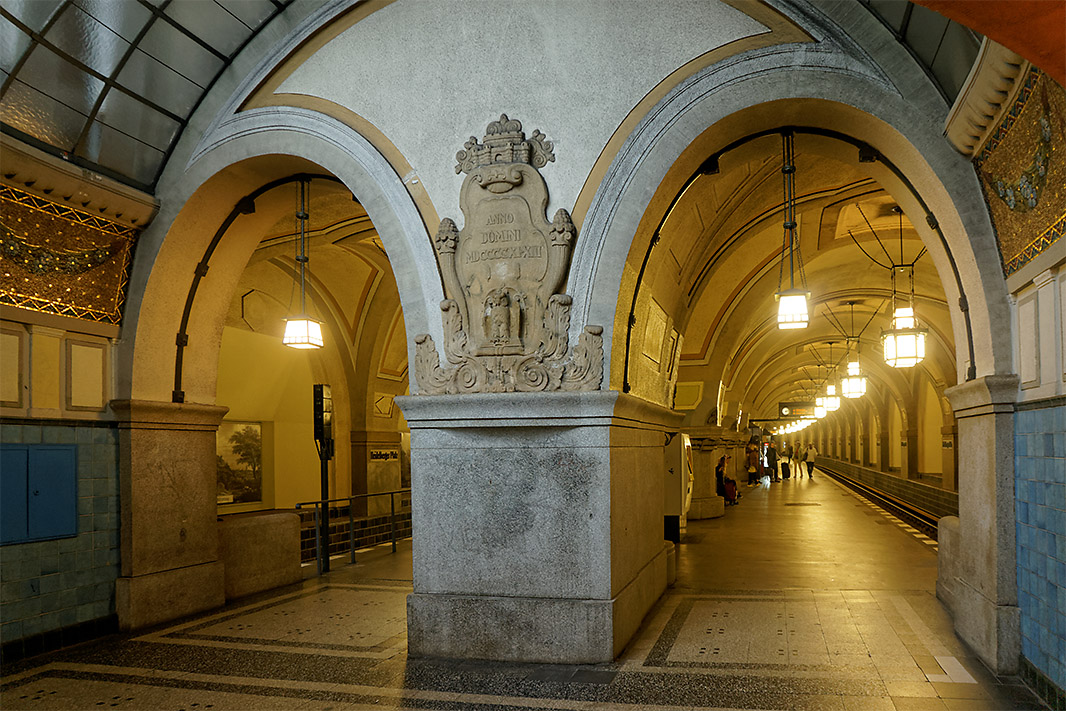
U-Bahn
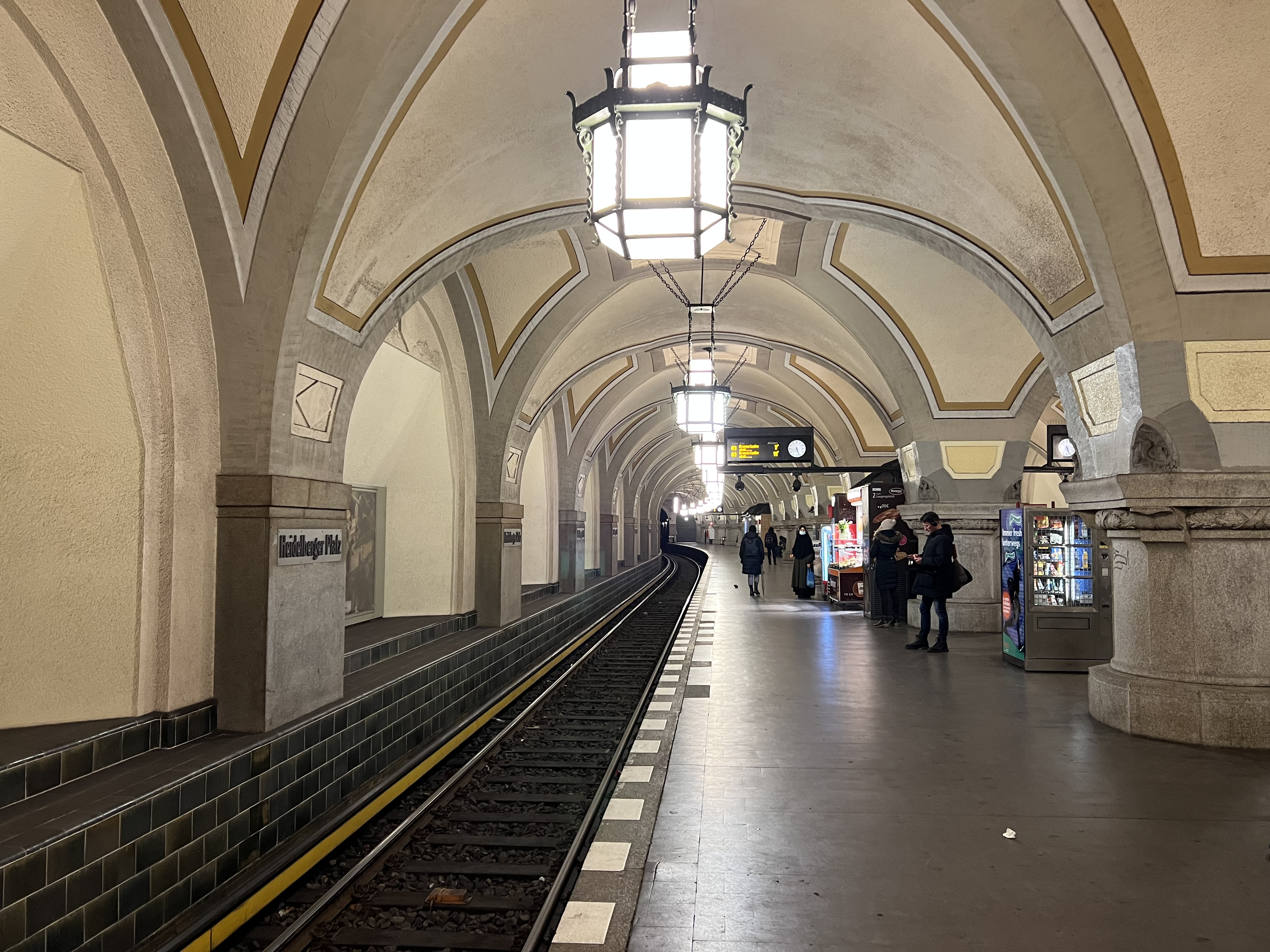
Perrong linje U3
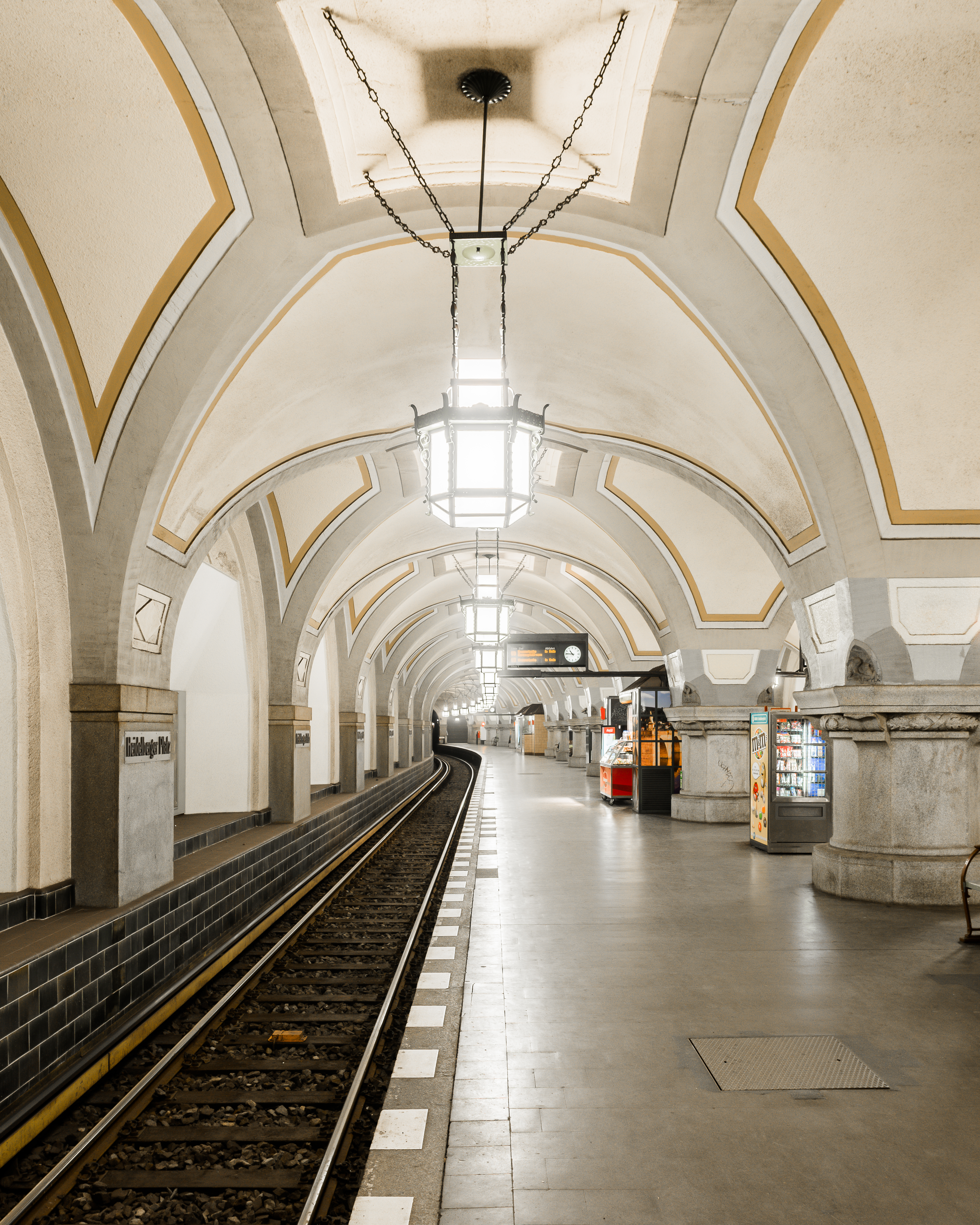
Perrong linje U3
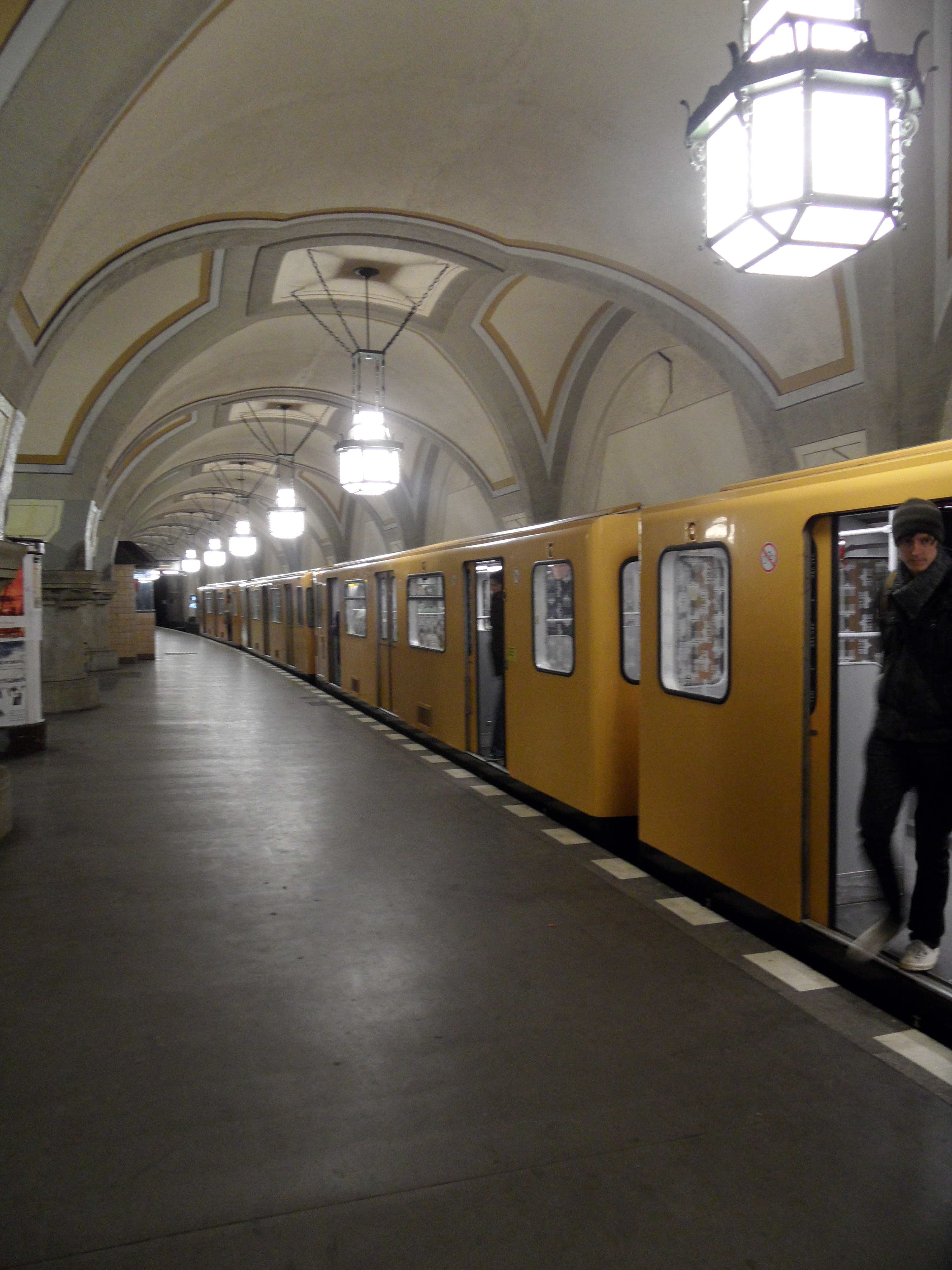
Perrong linje U3